# Internationale Maaseiker Halfvastenstoet

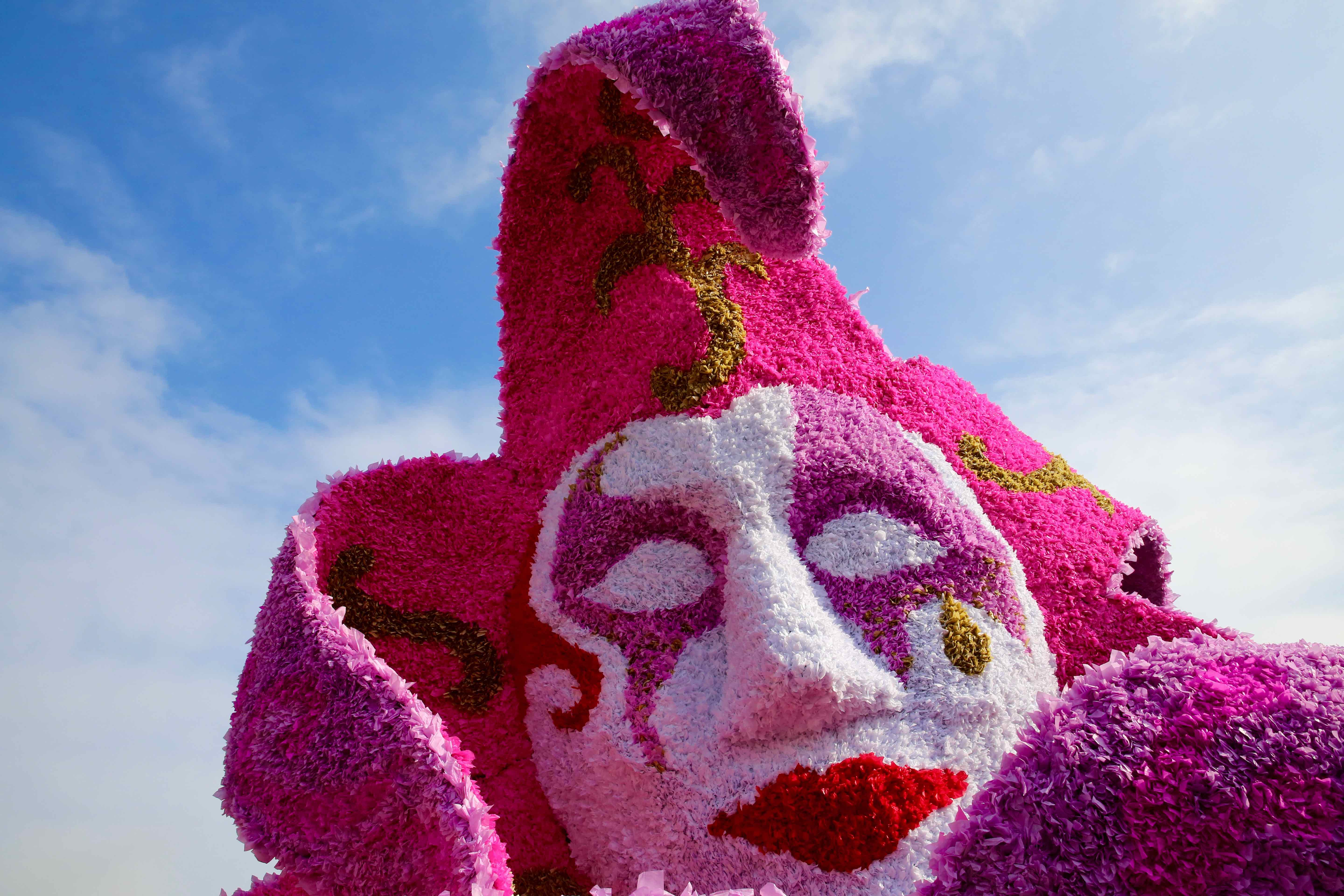
Achterzijde Prinsenwagen van 2016:Venetiaans masker

De Internationale Maaseiker Halfvastenstoet is de oudste carnavalsoptocht van België en bestaat al sinds 1865. De stoet trekt jaarlijks door de straten van het historische stadscentrum van Maaseik, de omloop is zo'n 2,5 km lang. In tegenstelling tot vele optochten in beide Limburgen, die plaatsvinden tijdens de carnavalsperiode, trekt deze stoet met halfvasten en is de apotheose en de afsluiter van het carnavalsseizoen in Maaseik.

## Geschiedenis
De Maaseiker carnavalsvereniging Het Heilig Wammes houdt 1865 aan als datum voor de eerste stoet, echter zijn er aanwijzingen dat ook voor deze datum reeds optochten waren. In 1865 heette de stoet nog Cavalcade en werd ingericht door de Maeseycker Comiteit der cavalcade van Half-Vasten. Behalve tijdens beide wereldoorlogen en de jaren eropvolgend vond er elk jaar een stoet plaats. Omdat aan de stoet niet enkel wagens deelnemen uit de Maaseikse wijken, maar uit beide Limburgen en ook Noordrijn-Westfalen kreeg de stoet de naam Internationale Halfvastenstoet mee. Het is ook pas sinds 1949 dat een prins mee rijdt in de stoet. De prinsenwagen is steevast de laatste wagen (meestal 77) en de jeugdprins heeft nummer 33. De stoet trekt jaarlijks veel belangstelling.
Een ongeschreven wet is dat de prinsenwagens grotendeels uit zijdepapier gemaakt worden. In de volksmond wordt dit papier roosjes genoemd. Een stuk zijdepapier van ongeveer 14 cm op 14 cm wordt gevouwen in de vorm van een roos en daarna gestoken op een stuk kippendraad. Voor een wagen zijn 100.000 van deze roosjes geen uitzondering. Dit gebeuren is uniek en wordt, voor zover bekend, nergens anders in Europa vertoond. In het Portugese Loulé is er wel een gelijkaardige traditie met roosjes op carnavalswagens, echter zijn deze van plastiek en worden ze op de wagen geplakt in plaats van gestoken zoals in Maaseik.
In 2007 ging de stoet niet door wegens het overlijden van prins Marcel één dag eerder en in 2020 en 2021 werd de stoet afgelast wegens de coronacrisis.

## Wijken
In vele stoeten rijdt elk jaar dezelfde prinsenwagen, in Maaseik wordt de wagen gemaakt door de wijk waar de prins woonachtig is. Hieronder een overzicht van de wijken van Maaseik.
- Aldeneik
- Bospoort
- Bosstraat
- Egelsberg
- Gasthuisveld
- Hepperwijk
- Markt
- Noorderwijk
- Overbeek
- Siemkensheuvel
- Sint-Jansberg
- Sint-Jansloperbempden
- Van Eycklaan
- Wurfeld

## Afbeeldingen

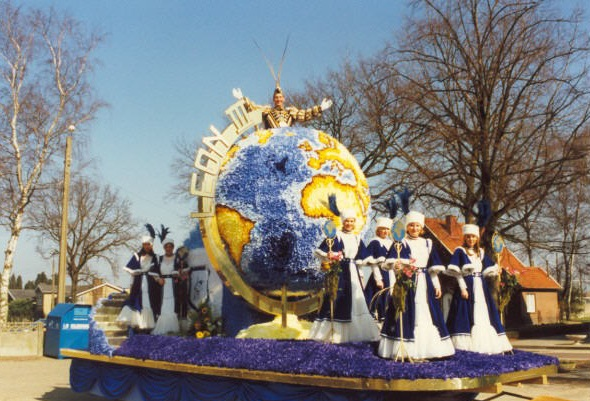
Prinsenwagen van 1997, het dak van de wereld
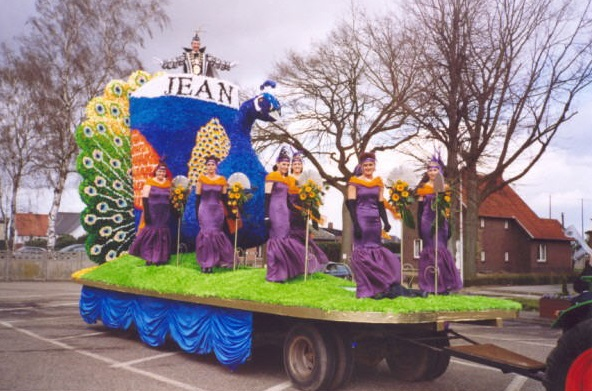
Prinsenwagen van 2004, pauw
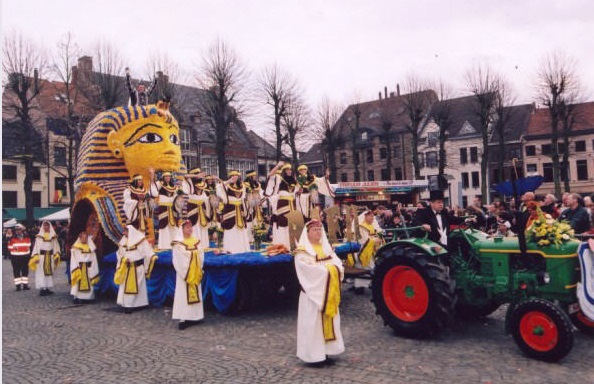
Prinsenwagen van 2006, Sfinx
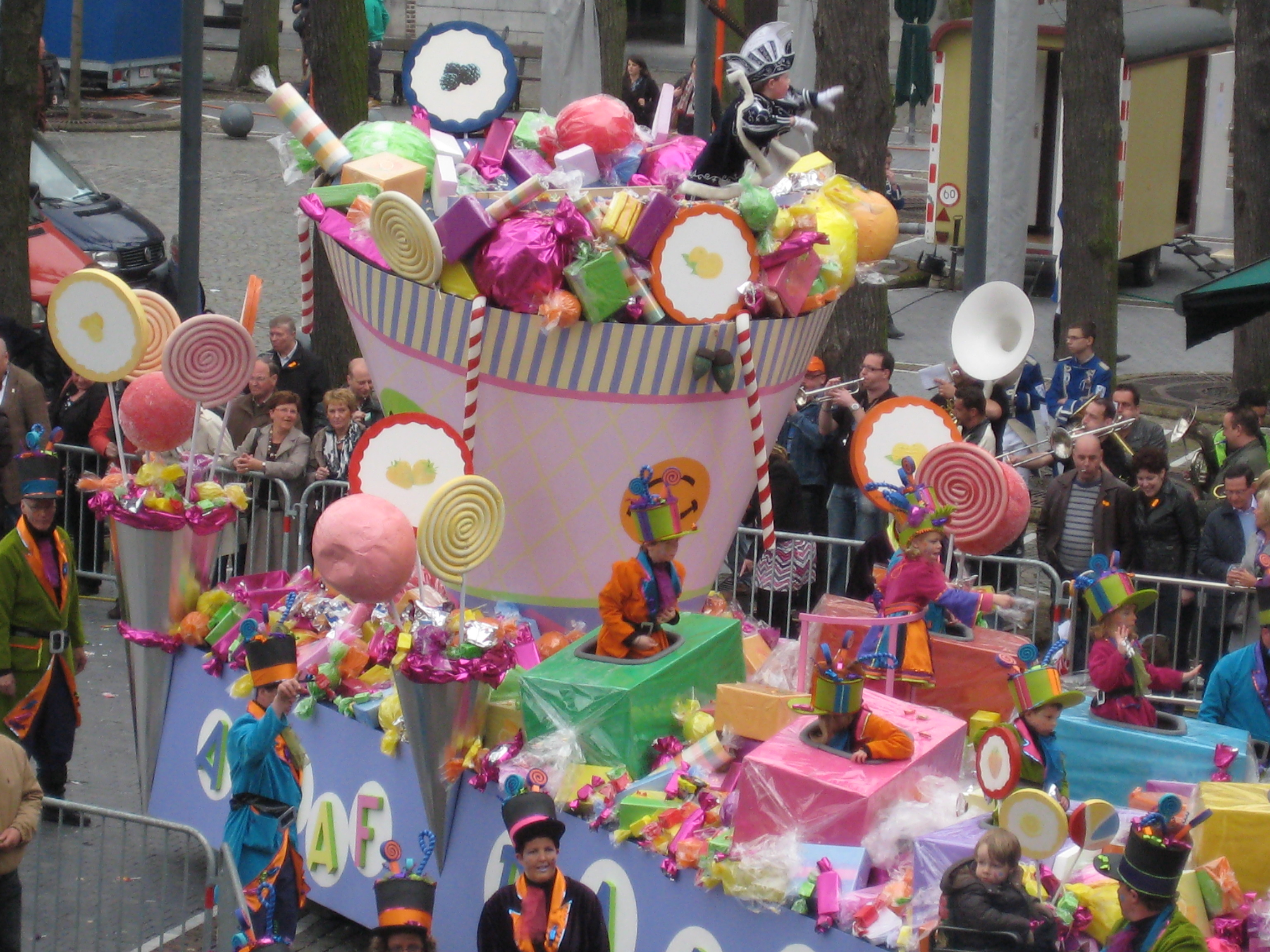
Jeugdprinsenwagen van 2011: een grote zak snoep
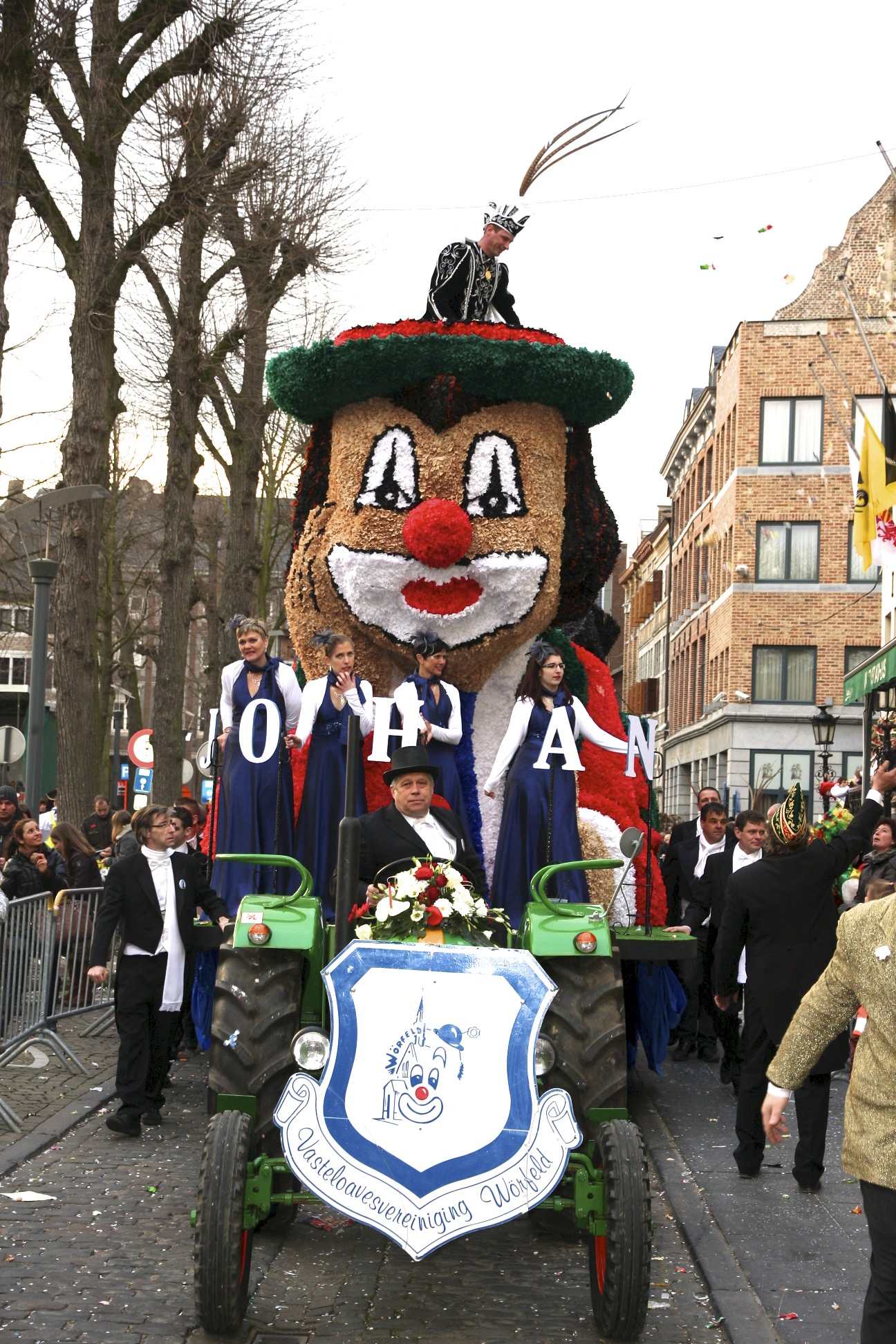
Prinsenwagen van de stoet in 2012, voor deze wagen werden meer dan 300.000 roosjes gebruikt
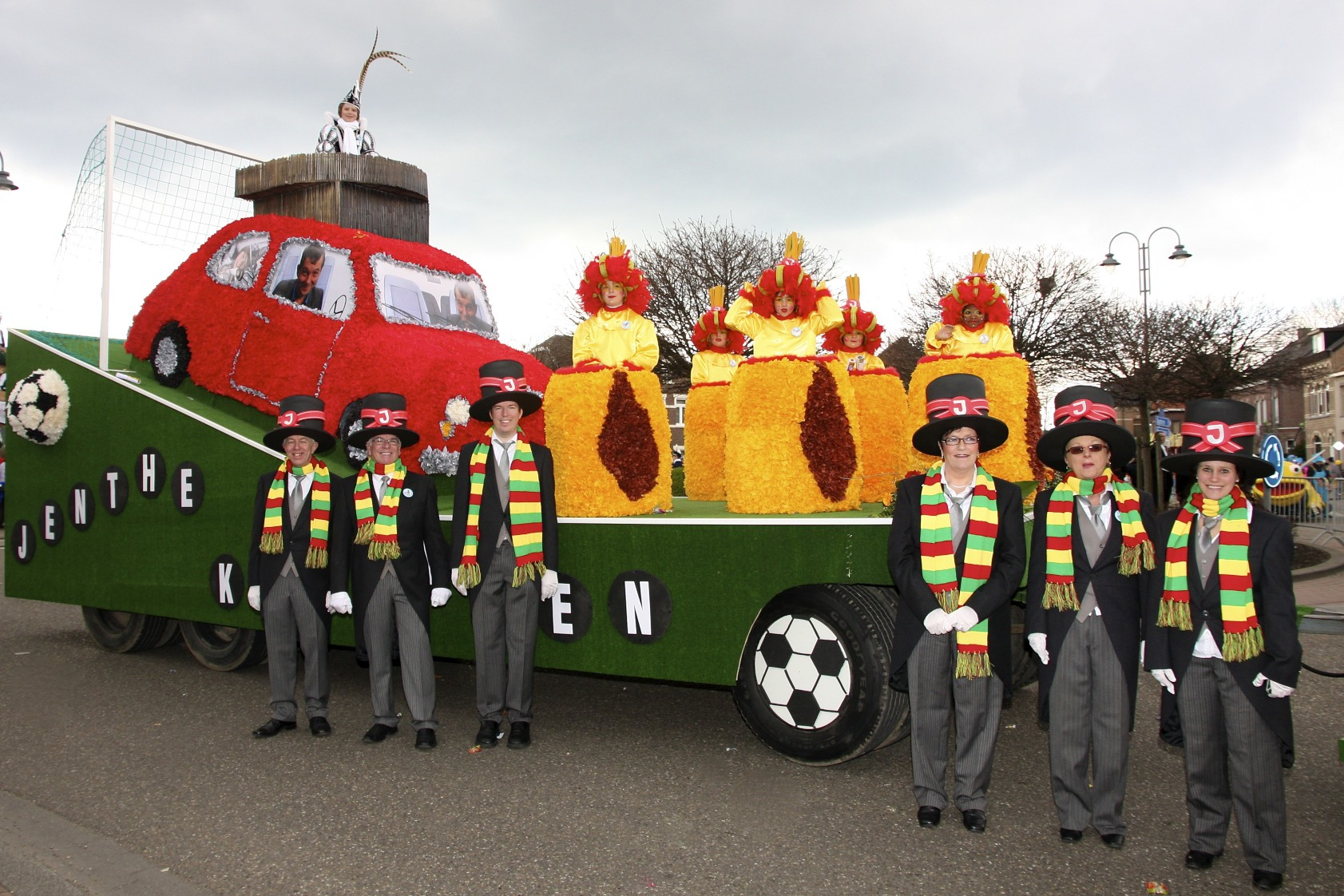
Jeugdprinsenwagen van 2012: "Het bolleke van Marcske van F.C. De Kampioenen
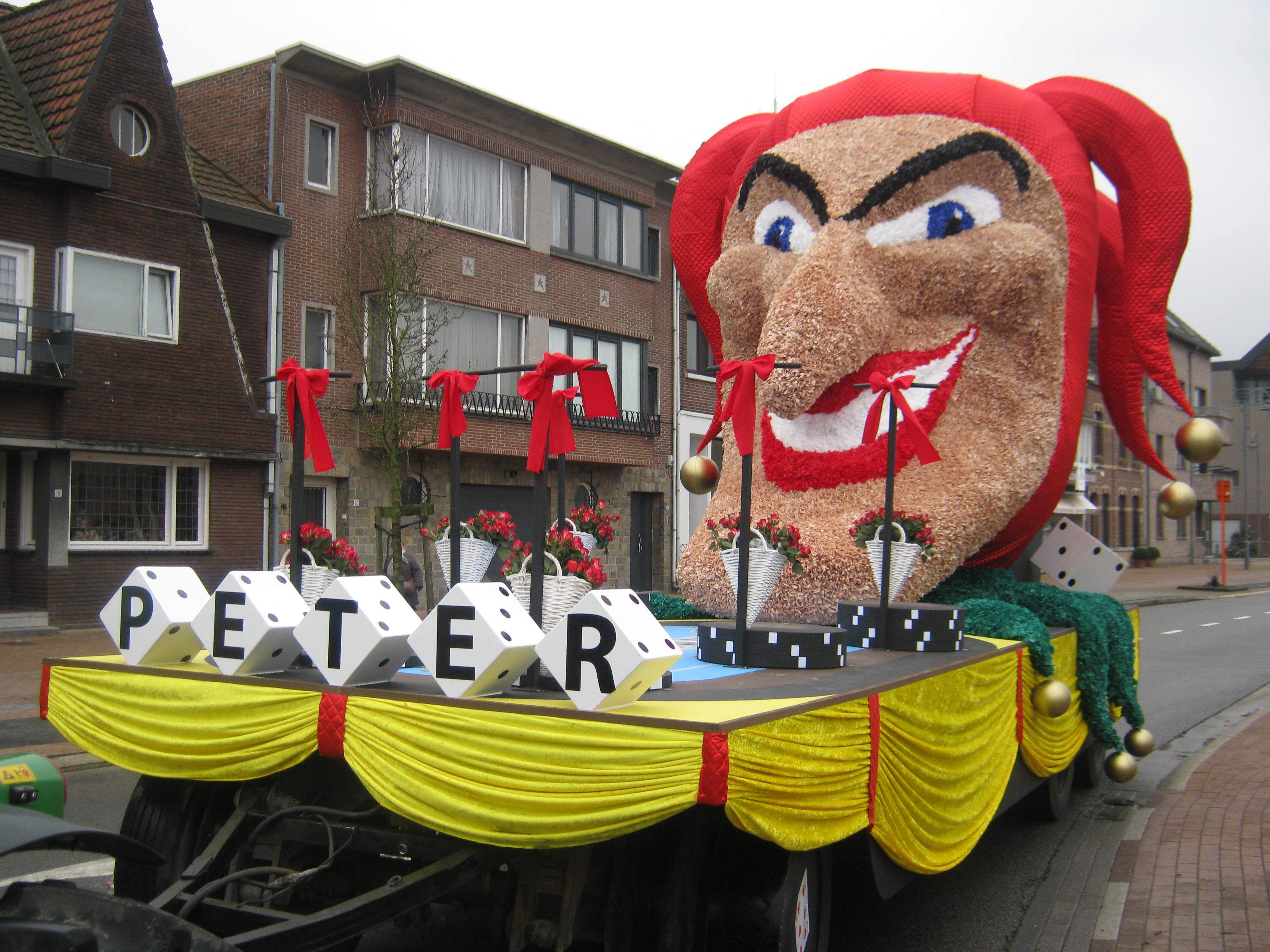
Prinsenwagen van 2013: een grote joker
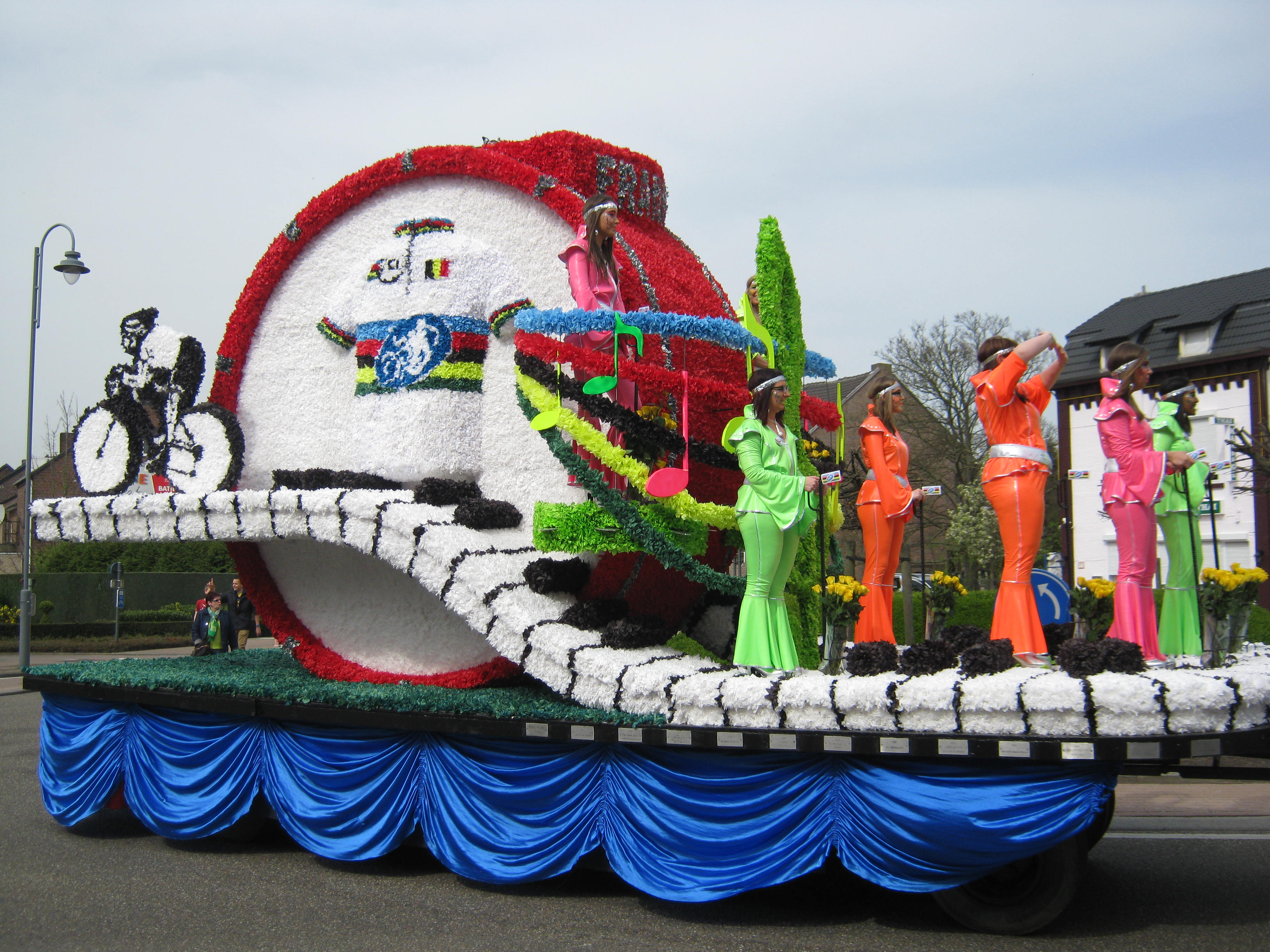
Prinsenwagen van 2014
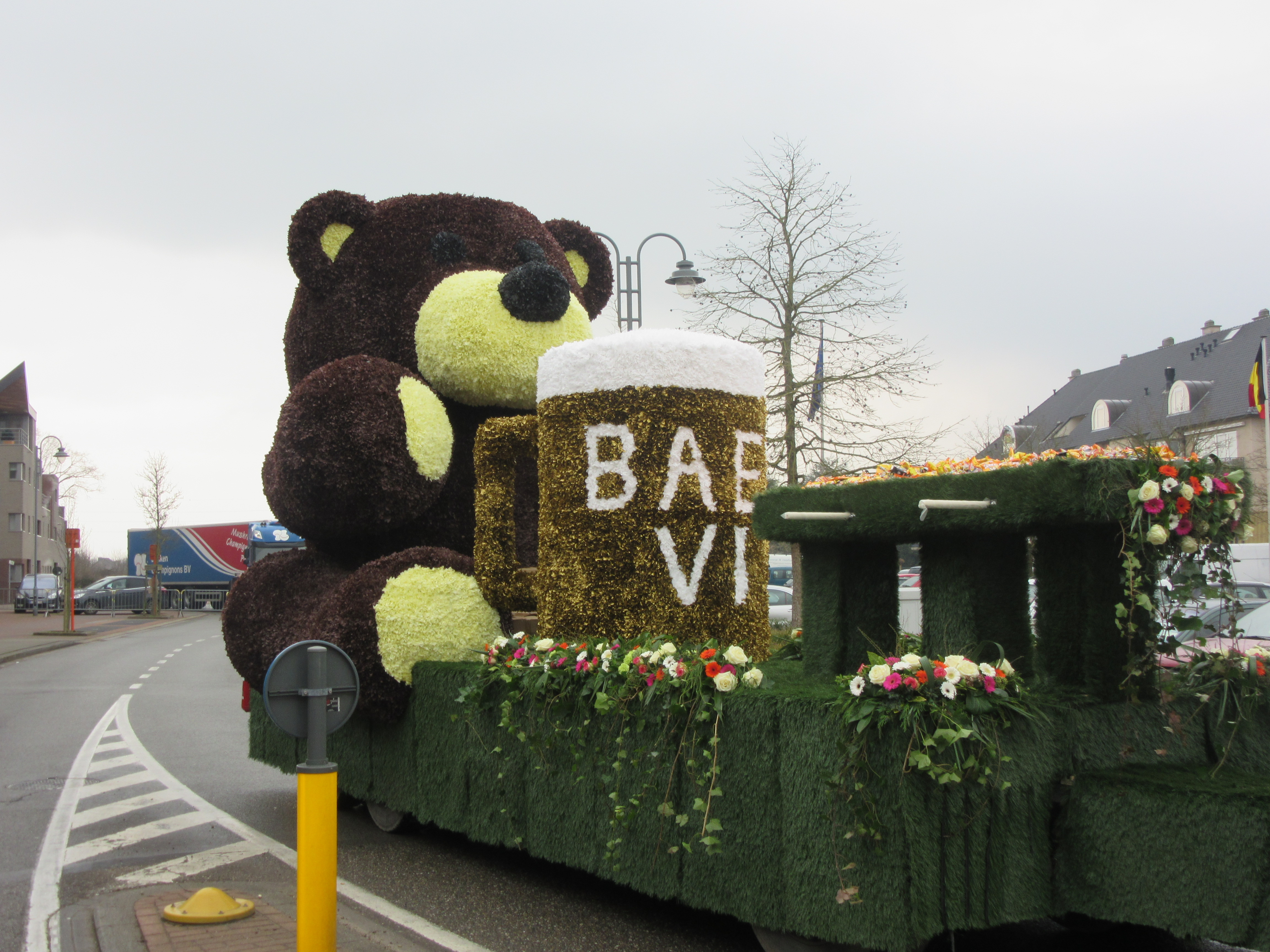
Prinsenwagen van 2015: een teddybeer
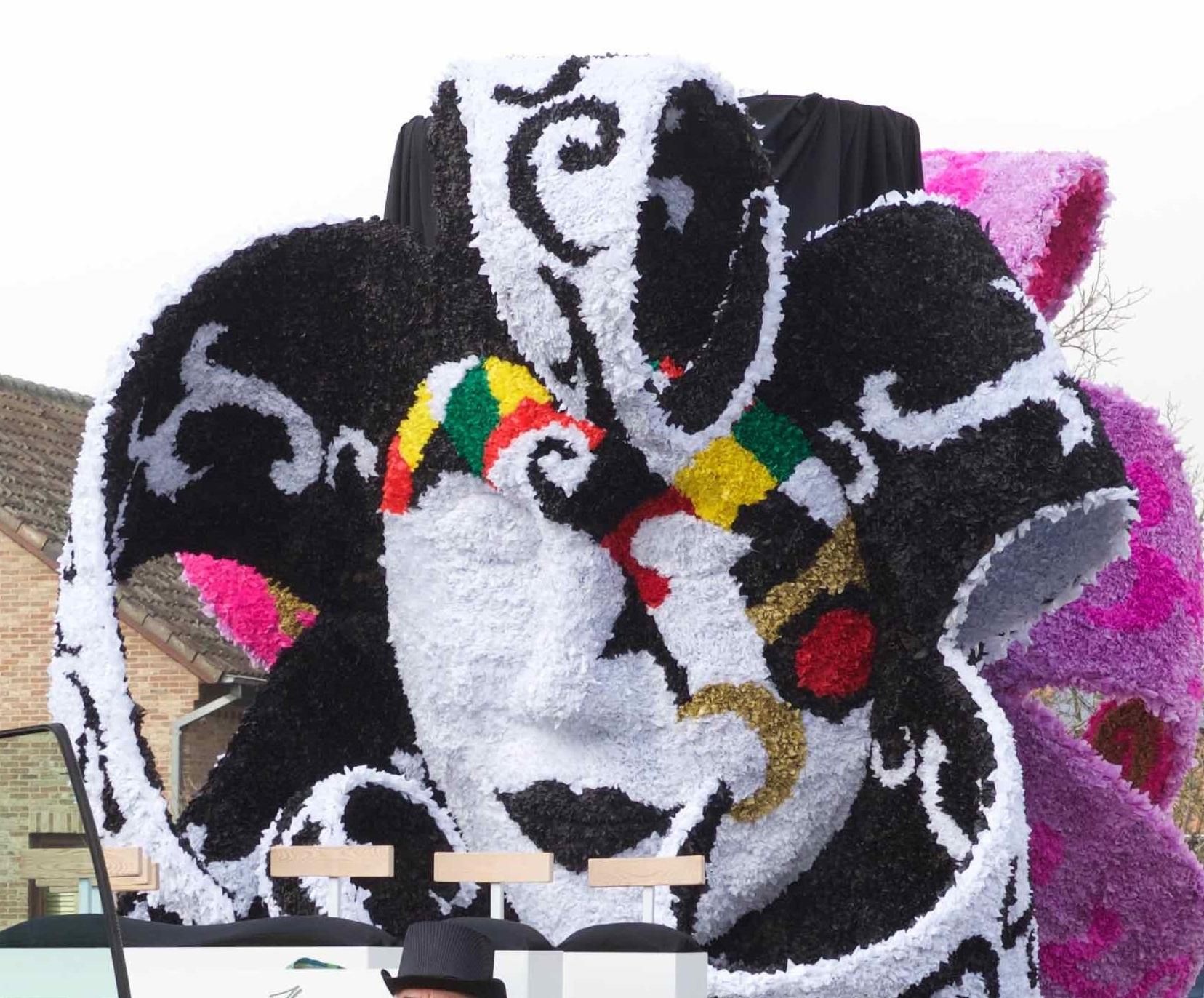
Voorkant Prinsenwagen van 2016:Venetiaans masker
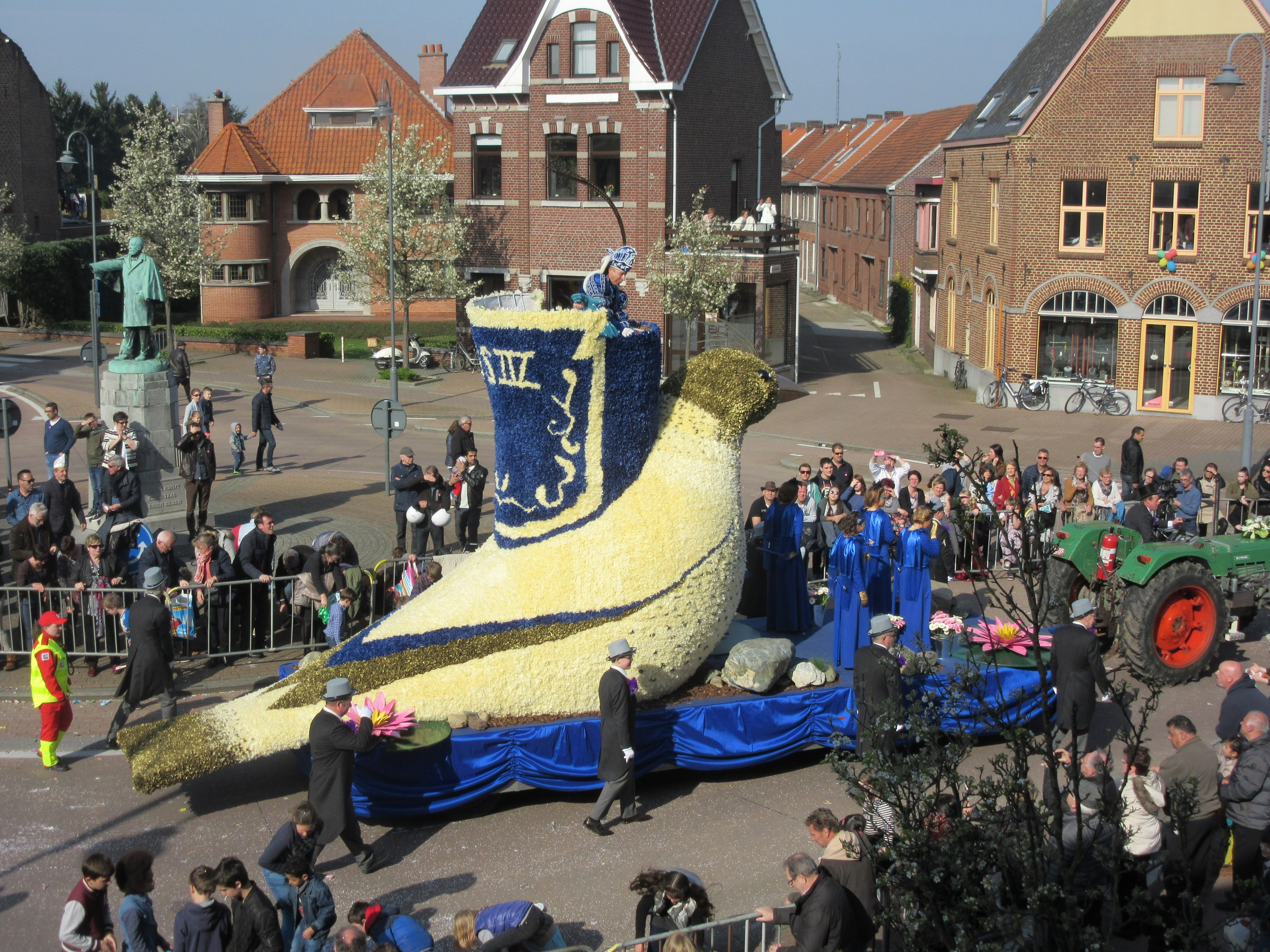
Prinsenwagen van 2017: leeuwerik
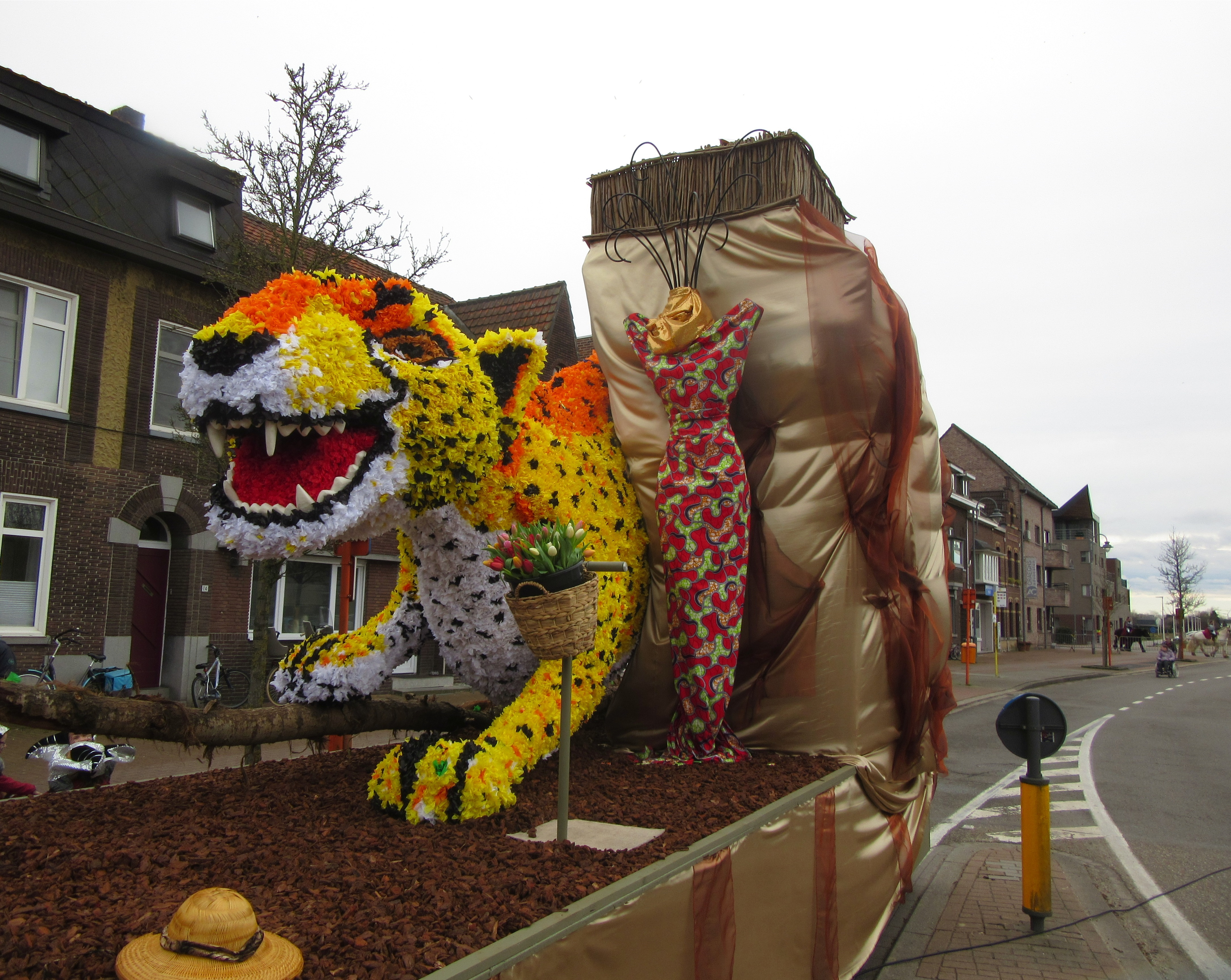
Prinsenwagen van 2018, luipaard
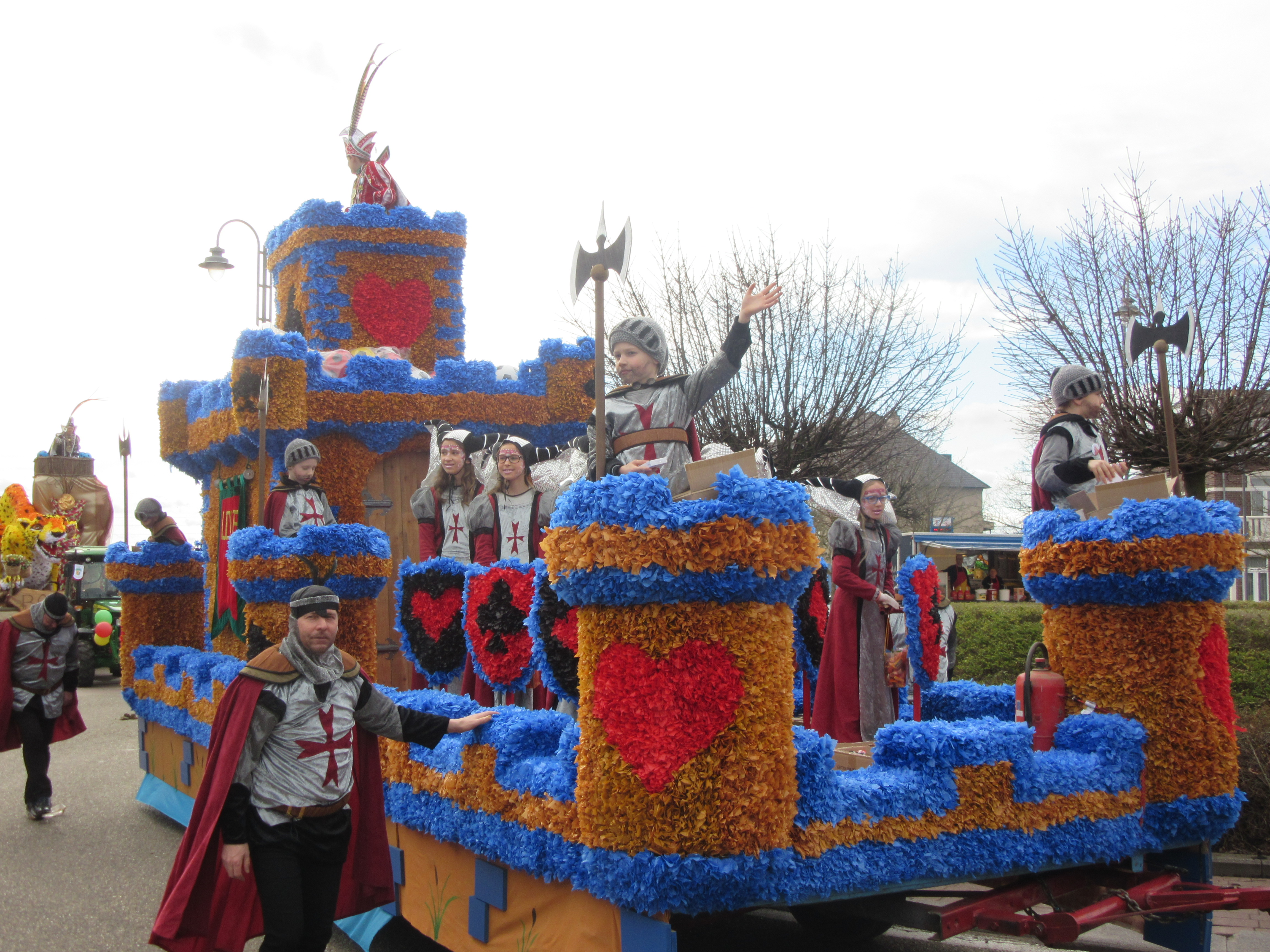
Jeugdprinsenwagen van 2018, kaartkasteel
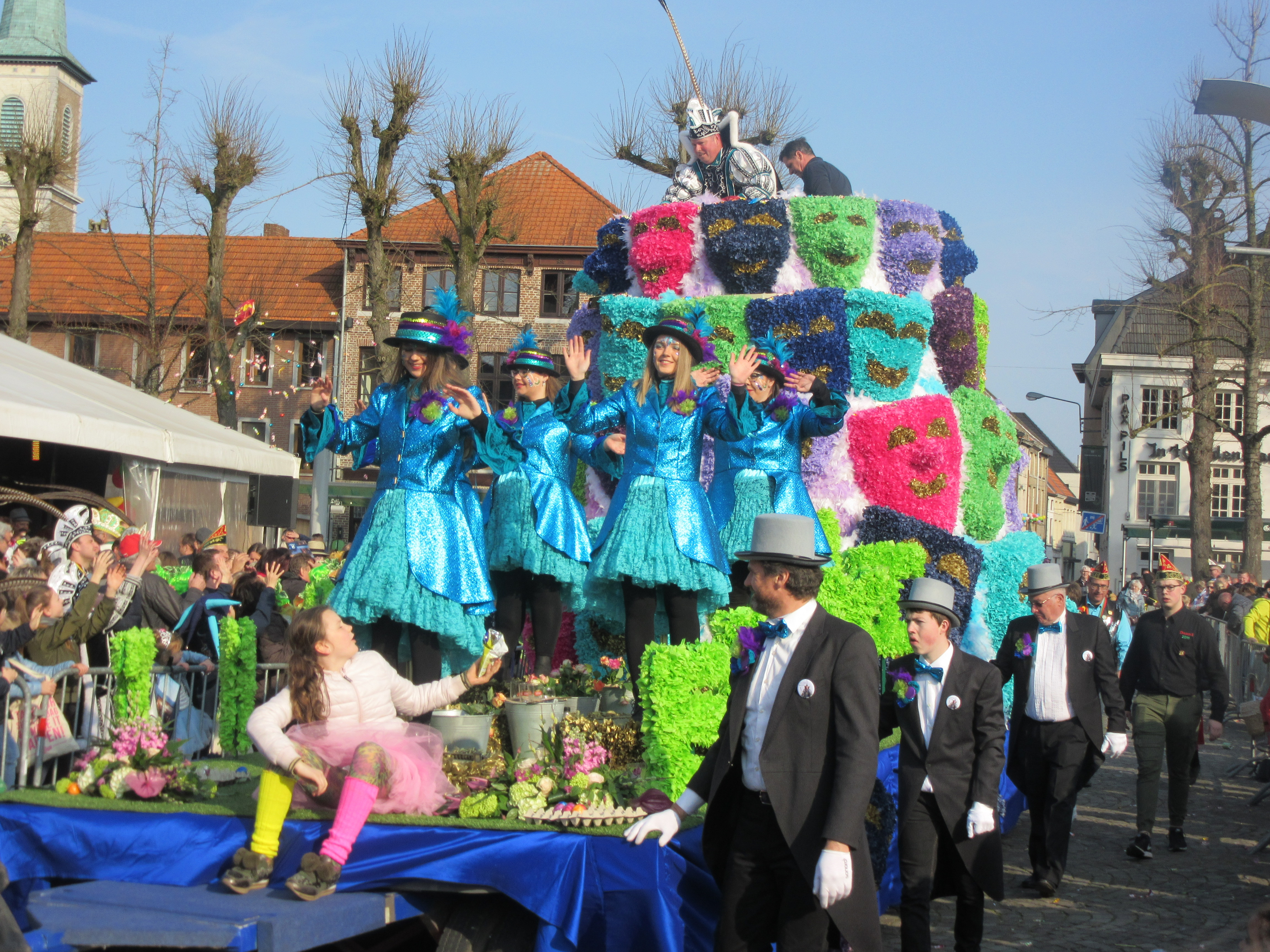
Prinsenwagen van 2019: carnavalsmaskers
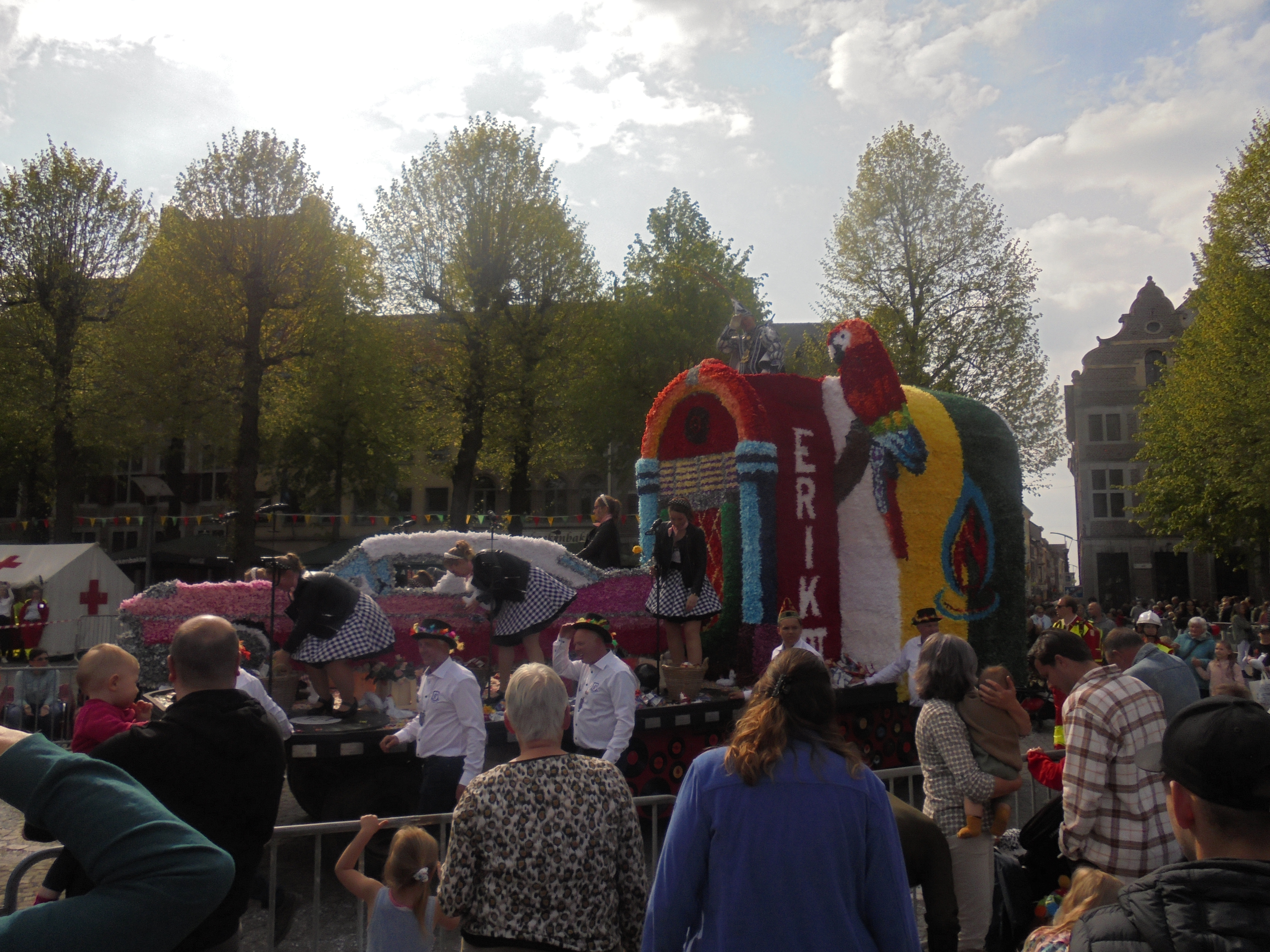
Prinsenwagen van 2022: Cadillac, Jukebox en papegaaien
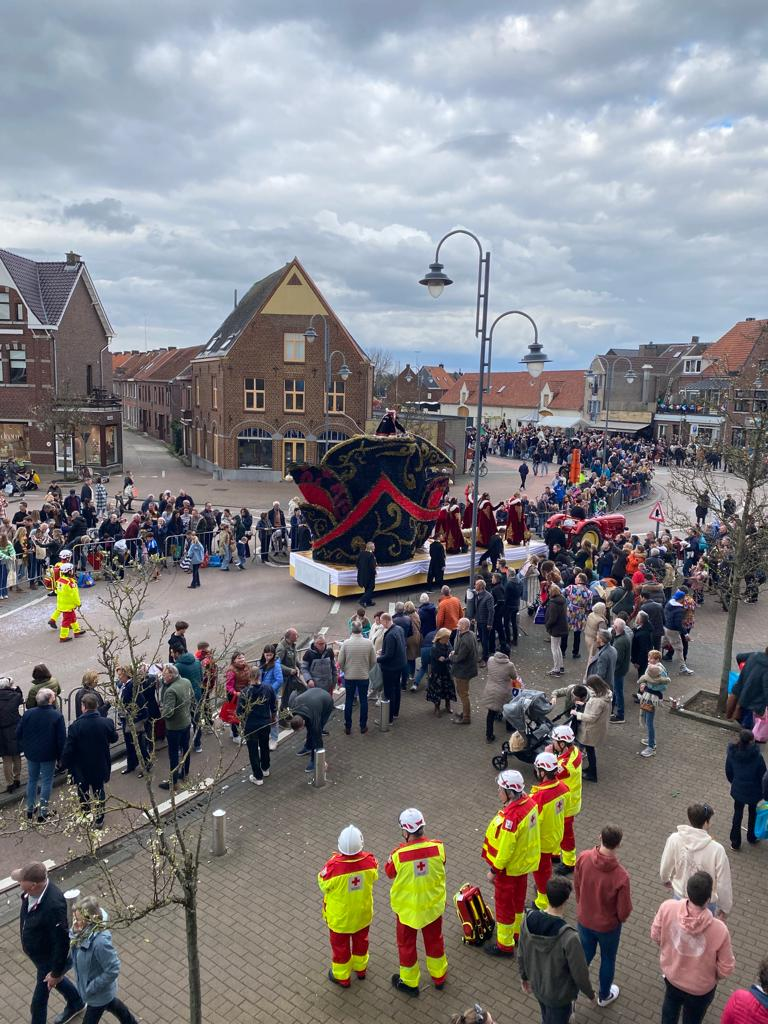
Prinsenwagen van 2023: Steek
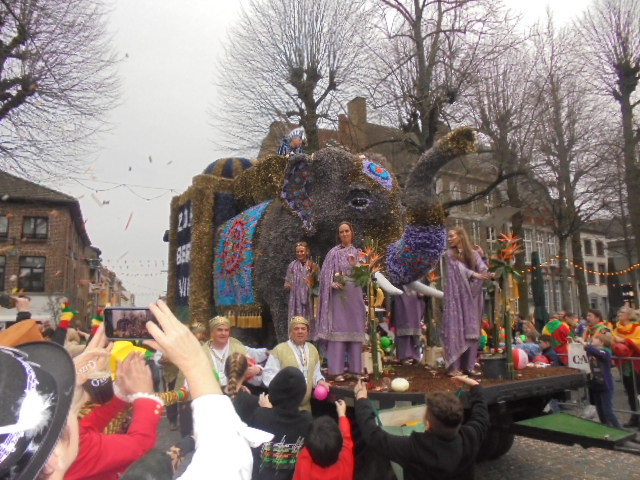
Prinsenwagen van 2024: Olifant
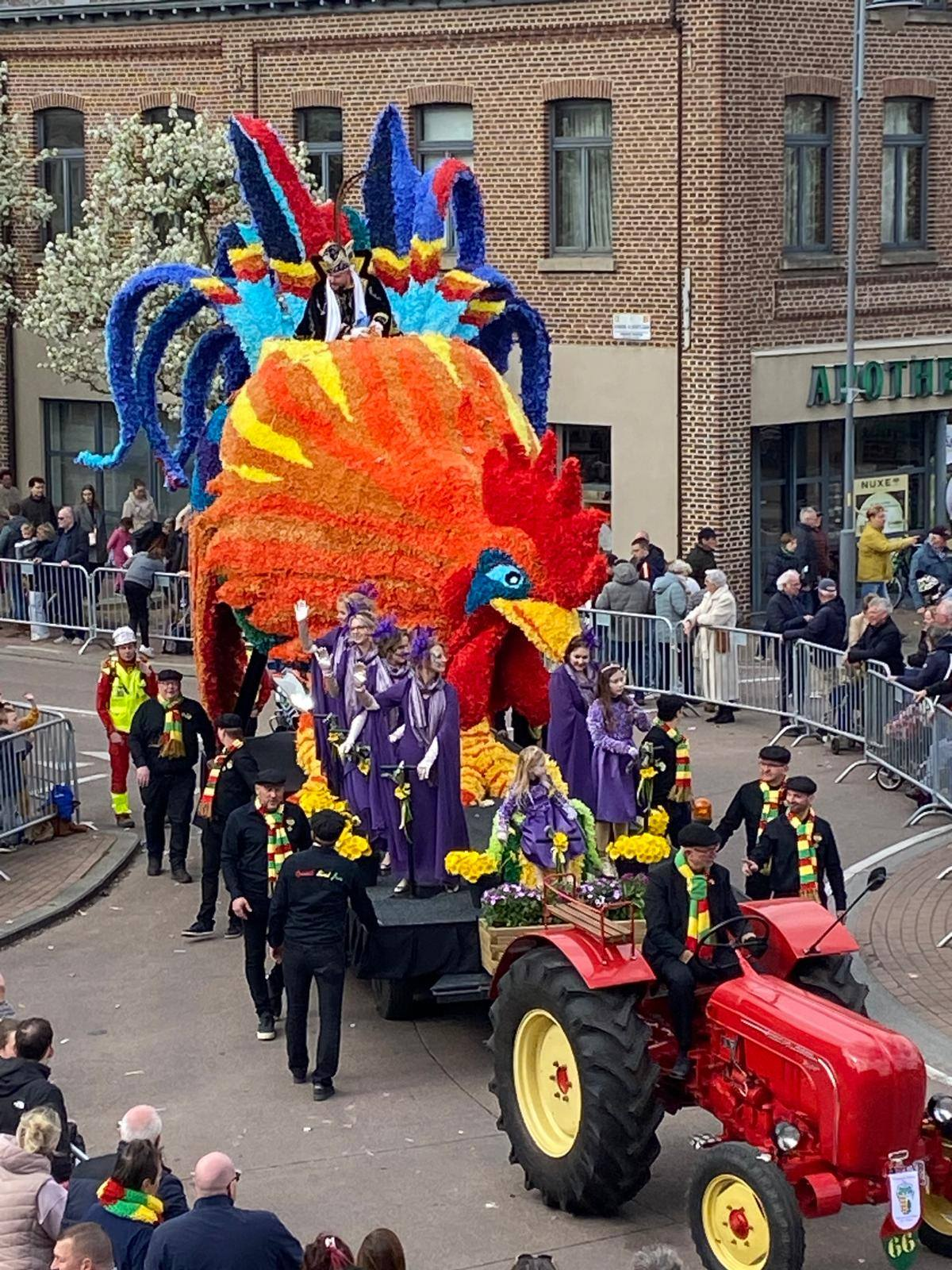
Prinsenwagen van 2025: Haan